# Varză creață

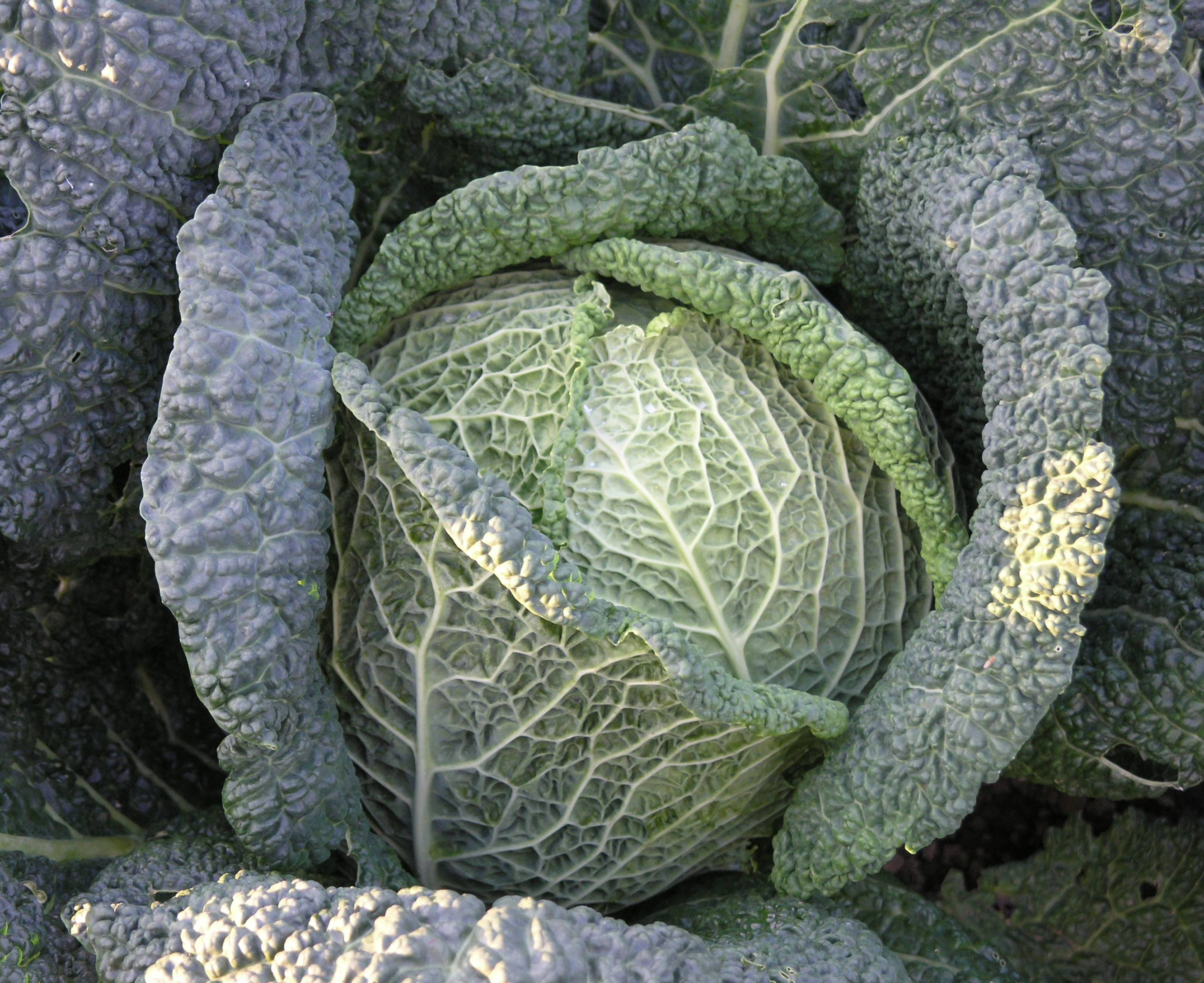
Varză creață

Varza creață are denumirea științifică Brassica oleracea var. capitata f. sabauda și face parte din familia Brassicaceae, în care sunt incluse, de asemenea, și varza albă, varza roșie, varza de Bruxelles, conopida și broccoli. 

## Origini și răspândire
Varza creață derivă din varza sălbatică (Brassica oleracea), care își are originea în Sud-Vestul Europei și regiunea mediteraneană. Solurile benefice creșterii ei sunt țărmurile stâncoase. Cu timpul, varza sălbatică a fost descoperită de oameni, iar, mai apoi, a început să fie cultivată, dezvoltându-se astfel mai multe varietăți comestibile ale acesteia, printre care și varza creață. Deși originea verzei crețe este în zonele cu climat temperat, în zilele noastre, aceasta este cultivată peste tot în lume.

## Particularități
Spre deosebire de alți membri ai familiei Brassicaceae, cum ar fi broccoli sau varza de Bruxelles, varza creață păstrează forma veche - frunze verzi albăstrui, așezate foarte aproape una de cealaltă pe tulpină. După cum indică și numele legumei, frunzele acesteia sunt, de asemenea, crețe și plisate. O altă caracteristică a acesteia este faptul că este o plantă bienală, adică timpul în care aceasta se dezvoltă total este de doi ani. Această perioadă îndelungată permite depozitarea în frunze a multor substanțe nutritive, însă planta se recoltează în primul an de viață, deoarece în cel de-al doilea an substanțele nutritive precizate sunt folosite de plantă pentru a produce flori și semințe. Asemenea celorlalți membri ai familiei, varza creață conține foarte multă apă în frunze, lucru care o face să fie un aliment suculent și cărnos. O altă particularitate a acesteia este și faptul că este o legumă de iarnă, rezistând cu ușurință frigului, condiție în care alte plante se dezvoltă mai greu

## Proprietăți
Varza creață este o legumă bogată în vitamine, minerale și substanțe fitochimice. Conține vitaminele A, C, E, K, B2, B3, B6, folați, calciu, magneziu, fosfor, potasiu, mangan, fier, zinc, bioflavonoizi, steroli, fibre, proteine.